# کالیشتیه (ناحیه ییهلاوا)
کالیشتیه (به چکی: Kaliště) یک منطقهٔ مسکونی در جمهوری چک است که در شهرستان ییهلاوا واقع شده‌است. کالیشتیه ۸٫۷۹ کیلومتر مربع مساحت و ۱۵۲ نفر جمعیت دارد و ۶۸۶ متر بالاتر از سطح دریا واقع شده‌است.